# Thomas Müller
Thomas Müller , nemški nogometaš , * 13. september 1989, Weilheim, Zahodna Nemčija.

## Življenjepis
Müller je bil rojen na Bavarskem v mestu Weilheim,ki  leži okoli 50 km južno od Münchna.Thomas ima dve leti in pol mlajšega brata Simona. Thomas Müller je nogometaš Bayerna in član nemške reprezentance.Igra lahko na poziciji ofenzivnega vezista,krilnega vezista ali pa kot napadalec. Na 19. SP 2010 v JAR je bil najboljši strelec prvenstva. Štiri leta kasneje pa je v Braziliji postal Svetovni prvak.
Ni v sorodu s slavnim nogometašem Gerdom Müllerjem.

## Uspehi

### Klub
- Liga prvakov - zmagovalec: 2013
- Nemški državni prvak: 2010, 2013, 2014, 2015, 2016
- Zmagovalec nemškega pokala: 2010, 2013, 2014, 2016
- Zmagovalec nemškega superpokala: 2010, 2012, 2016
- Liga prvakov: 2013
- Nemški državni podprvak U19: 2007

### Reprezentanca
- Svetovno prvenstvo v nogometu 2010:  3.mesto
- Evropsko prvenstvo v nogometu 2012:  polfinale
- Svetovno prvenstvo v nogometu 2014:  1.mesto (prvaki)

### Priznanja
- Najboljši strelec SP 2010
- Najboljši mladi igralec SP 2010
- Najboljši strelec Nemškega pokala 2010
- Igralec tekme proti Angliji na SP 2010
- Igralec tekme proti Urugvaju na SP 2010